# Earl of Fingall
Earl of Fingall war ein erblicher britischer Adelstitel in der Peerage of Ireland.

## Verleihung
Der Titel wurde am 26. September 1628 für Luke Plunket, 10. Baron Killeen geschaffen. Dieser hatte 1613 von seinem Vater den Titel Baron Killeen geerbt, der um 1426 ebenfalls in der Peerage of Ireland für seinen Vorfahren Sir Christopher Plunket geschaffen worden war.
Sein Sohn, der 2. Earl, wurde wegen Beteiligung an der Irischen Rebellion von 1641 zum Outlaw erklärt und seine Ländereien wurden eingezogen. Dessen Sohn, der 3. Earl, konnte Titel und Ländereien aber 1662 wieder einnehmen. Sein Nachfahre, der 8. Earl, beteiligte sich, obwohl Katholik, an der Niederschlagung der Irischen Rebellion von 1798 und bekam am 20. Juni 1831 in der Peerage of the United Kingdom den Titel Baron Fingall, of Woolhampton Lodge in the County of Berkshire, verliehen, der mit einem erblichen Sitz im britischen House of Lords verbunden war.
Die Titel erloschen schließlich beim kinderlosen Tod von dessen Ur-urenkel, dem 12. Earls, am 5. März 1984.
Familiensitz der Earls war Killeen Castle in Dunsany im County Meath, das schon der Großvater des 1. Barons Killeen, Sir Christopher Plunkett († 1445), 1399 durch Ehe erworben hatte.

## Liste der Barone Killeen und Earls of Fingall

### Barone Killeen (um 1426)
- Christopher Plunket, 1. Baron Killeen († 1445)
- Christopher Plunket, 2. Baron Killeen († 1462)
- Christopher Plunket, 3. Baron Killeen (1440–um 1469)
- Edmond Plunket, 4. Baron Killeen (um 1450–1510)
- John Plunket, 5. Baron Killeen († 1550)
- Patrick Plunket, 6. Baron Killeen (1521–um 1556)
- Christopher Plunket, 7. Baron Killeen († um 1567)
- James Plunket, 8. Baron Killeen (um 1542–1595)
- Christopher Plunket, 9. Baron Killeen (1564–1613)
- Luke Plunket, 10. Baron Killeen (1628 zum Earl of Fingall erhoben)

### Earl of Fingall (1628)
- Luke Plunket, 1. Earl of Fingall (1589–1637)
- Christopher Plunket, 2. Earl of Fingall († 1649)
- Luke Plunket, 3. Earl of Fingall (1639–um 1684)
- Peter Plunket, 4. Earl of Fingall (1678–1718)
- Justin Plunket, 5. Earl of Fingall († 1734)
- Robert Plunket, 6. Earl of Fingall († 1738)
- Arthur Plunket, 7. Earl of Fingall (1731–1793)
- Arthur Plunket, 8. Earl of Fingall (1759–1836)
- Arthur Plunkett, 9. Earl of Fingall (1791–1869)
- Arthur Plunkett, 10. Earl of Fingall (1819–1881)
- Arthur Plunkett, 11. Earl of Fingall (1859–1929)
- Oliver Plunket, 12. Earl of Fingall (1896–1984)